# 五常村
五常村（ごじょうむら）は長野県東筑摩郡にあった村。現在の松本市北東部の一角にあたる。

## 地理
- 河川：会田川

## 歴史
- 1874年（明治8年）1月23日 - 筑摩県筑摩郡執田光村・井刈村・北山村・落水村・西宮村・宮本村・会田町村が合併して会田村となる。
- 1876年（明治9年）8月21日 - 長野県の所属となる。
- 1878年（明治11年）1月4日 - 郡区町村編制法の施行により、会田村が東筑摩郡の所属となる。
- 1889年（明治22年）4月1日 - 町村制の施行により、会田村の一部の区域（会田町・宮本を除く）をもって五常村が発足（会田村の残部は会田村の一部となる）。
- 1955年（昭和30年）4月1日 - 錦部村・中川村・会田村と合併して四賀村が発足。同日五常村廃止。

## 交通

### 道路
現在は旧村域を長野自動車道の四賀バスストップが所在するが、当時は未開通。